# António Lopes Cardoso
António Poppe Lopes Cardoso (Praia (Cabo Verde), 27 de março de 1933 — Lisboa, 9 de junho de 2000) foi um político português, oposicionista ao Estado Novo, Ministro da Agricultura dos VI Governo Provisório e no I Governo Constitucional e líder da União da Esquerda para a Democracia Socialista (UEDS). 

### Juventude e Formação
Aluno do liceu Camões em Lisboa, foi licenciado pelo Instituto Superior de Agronomia. Tornou-se um opositor ao Salazarismo, enquanto desempenhou funções associativas: Presidente da Associação de Estudantes de Agronomia e Presidente da Comissão Inter-Associações de Estudantes. Neste último cargo seria substituído por Jorge Sampaio. Posteriormente, faria uma pós-graduação em Paris, em 1959. Em 1971, torna-se assistente de Henrique de Barros no Instituto Superior de Agronomia no regresso a Portugal do exílio .

### Oposição ao Estado Novo
Destacou-se na Comissão de Juventude da Candidatura do General Delgado em 1958.
Desde 1958 foi membro do Conselho de Redação da Seara Nova. Eventualmente, participou na Junta Central de Acção Patriótica ou na Junta Patriótica Central como ligação aos militares oposicionistas. Será das pessoas responsáveis por convencer o então capitão João Varela Gomes em entrar nos preparativos conspirativos da revolta de Beja. Em 1962 é preso pela PIDE, na sequência da sua participação no Revolta de Beja.
Nesse mesmo ano parte para o exílio, primeiro para Paris, depois Marrocos, de novo Paris e, mais tarde, no Brasil, onde permanece até 1971. Estará presente numa reunião da Oposição em Paris em 1968 em que estiveram presentes: Álvaro Cunhal, Bénard da Costa, Jorge Sampaio, Piteira Santos, Sottomayor Cardia,  Pedro Ramos de Almeida, Manuel Sertório, Sérgio Vilarigues, Virgínia de Moura, Maria Eugénia Varela Gomes, entre outras personalidades.
Regressa a Portugal, tornando-se assistente do Instituto Superior de Agronomia. Em 1973, logo a seguir ao congresso fundador, ingressa no Partido Socialista, de que foi um dirigente destacado no pós-25 de Abril.

### Pós-25 de abril de 1974

#### Partido Socialista
Deputado à Assembleia Constituinte (1975-1976), aí liderou o Grupo Parlamentar do PS. De seguida ocupou os cargos de Ministro da Agricultura no VI Governo Provisório, chefiado por José Pinheiro de Azevedo, e no I Governo Constitucional, dirigido por Mário Soares.

#### Dissidência, Fraternidade Operária e UEDS
Discordando das novas políticas agrárias do PS, demitiu-se do Governo e depois do partido, permanecendo como deputado independente.  
Funda entretanto a Fraternidade Operária, movimento que haveria de originar um novo partido, a União da Esquerda para a Democracia Socialista (UEDS). Em representação deste pequeno partido, foi eleito Deputado à Assembleia da República na II Legislatura,  
Será depois reeleito na legislatura seguinte, como deputado independente, novamente nas listas do PS. 

### Retorno ao Partido Socialista e Jorge Sampaio
Em 1985 volta ao PS. 
Desempenha papel relevante nas negociações entre PS e PCP nas eleições para a Câmara Municipal de Lisboa, que elegerá Jorge Sampaio para Presidente da Câmara em 1989 e será reeleito em 1993. 
Será ainda responsável pelas finanças na candidatura de Jorge Sampaio à Presidência. Após a vitória deste contra Cavaco Silva em 1996, seria assessor do Presidente da República para as relações parlamentares.

### Morte e distinções
A 9 de junho de 2000, foi agraciado, a título póstumo, com o grau de Grã-Cruz da Ordem da Liberdade.

## Publicações
Foi autor de vários livros e artigos sobre a realidade agrícola portuguesa e o sistema político-partidário:
- Um ensaio de análise gráfica da influência do meio físico nos resultados económicos da empresa agrícola (Lisboa, 1960).
- A estabilização dos mercados agrícolas e a organização da produção (Lisboa, 1961).
- A região a oeste da Serra dos Candeeiros (Lisboa, Fundação Calouste Gulbenkian, 1961).
- A concentração da actividade agrícola e a integração empresarial (Lisboa, Centro de Estudos de Economia Agrária, 1962).
- Luta pela reforma agrária (Lisboa, Diabril, 1976).
- A liberdade defende-se construindo o socialismo, o socialismo constrói-se defendendo a liberdade (Beja, Fed. de Beja do Partido Socialista, 1976).
- A nova lei da reforma agrária (Lisboa, Livros Horizonte, 1977).
- Os sistemas eleitorais (Lisboa, Salamandra, 1993, ISBN 972-689-046-2).
- Intervenções parlamentares de Lopes Cardoso : testemunho sobre a coerência de um percurso (Lisboa, A.R., 2003, ISBN 972-556-342-5).[8]

## Funções governamentais exercidas
- I Governo Constitucional
  - Ministro da Agricultura e Pescas